# Loriini
Loriini – plemię ptaków z podrodziny dam (Loriinae) w obrębie rodziny papug wschodnich (Psittaculidae).

## Zasięg występowania
Plemię obejmuje gatunki występujące w Australazji, Polinezji i wyspiarskiej części Azji Południowo-Wschodniej.

## Systematyka
Do plemienia należą następujące rodzaje:
- Nannopsittacus Mathews, 1916
- Cyclopsitta Reichenbach, 1850
- Melopsittacus Gould, 1840  – jedynym przedstawicielem jest Melopsittacus undulatus (Shaw, 1805) – papużka falista
- Oreopsittacus Salvadori, 1877 – jedynym przedstawicielem jest Oreopsittacus arfaki (A.B. Meyer, 1874) – arfakianka
- Charminetta Iredale, 1956 – jedynym przedstawicielem jest Charminetta wilhelminae (A.B. Meyer, 1874) – lorika malutka
- Hypocharmosyna Salvadori, 1891
- Charmosynopsis Salvadori, 1877
- Charmosyna Wagler, 1832
- Charmosynoides Joseph, Merwin & B.T. Smith, 2020 – jedynym przedstawicielem jest Charmosynoides margarethae (Tristram, 1879) – lorika żółtowstęga
- Vini Lesson, 1833
- Neopsittacus Salvadori, 1875
- Lorius Vigors, 1825
- Psitteuteles Bonaparte, 1854 – jedynym przedstawicielem jest Psitteuteles versicolor (Lear, 1831) – nektarynka białooka
- Parvipsitta Mathews, 1916
- Pseudeos J.L. Peters, 1935
- Chalcopsitta Bonaparte, 1850
- Glossoptilus Rothschild & E. Hartert, 1896 – jedynym przedstawicielem jest Glossoptilus goldiei (Sharpe, 1882) – lorysa czarnodzioba
- Glossopsitta Bonaparte, 1854  – jedynym przedstawicielem jest Glossopsitta concinna (Shaw, 1791)  – lorysa piżmowa
- Saudareos Joseph, Merwin & B.T. Smith, 2020
- Eos Wagler, 1832
- Trichoglossus Stephens, 1826